# Halectinosoma proximum
Halectinosoma proximum är en kräftdjursart som först beskrevs av Georg Ossian Sars 1919.  Halectinosoma proximum ingår i släktet Halectinosoma och familjen Ectinosomatidae. Arten är reproducerande i Sverige. Inga underarter finns listade i Catalogue of Life.